# Miss You Love
"Miss You Love" é uma canção da banda Silverchair lançada como o terceiro single do álbum Neon Ballroom de 1999. Fez parte da trilha sonora do filme Australiano Looking for Alibrandi de 2000. Em 2001, foi tema dos protagonistas Nanda e Guilherme, interpretados por Rafaela Mandelli e Iran Malfitano no seriado Malhação da Rede Globo. Em 2014, virou tema do casal João Lucas (Daniel Rocha) e Maria Isis (Marina Ruy Barbosa), e depois do casal Du e João Lucas, interpretados por Josie Pessoa e Daniel Rocha, na novela Império, também da Rede Globo.

## Letra
Ao contrário do que as pessoas imaginam, "Miss You Love" não é uma canção romântica. Escrita quando Daniel Johns sofria de depressão grave, a canção é sobre não ser capaz de sentir qualquer emoção. Johns disse em entrevista à revista Kerrang! em Março de 1999:
Eu queria uma música que as pessoas pudessem entender como uma canção de amor, enquanto a letra na verdade é muito raivosa. Essa música é sobre não ser capaz de estabelecer um relacionamento com ninguém, não ser capaz de experimentar o amor fora da família. Eu estive com garotas, mas apenas por curtos períodos de tempo, porque eu tenho medo de compromisso, então depois de um mês é tipo... Eu tenho medo de que se eu realmente gostar de alguém, isso não dê certo, então eu interrompo. Muitas vezes parece que não é amor de verdade. Nós [a banda] temos garotas gritando e outras coisas, garotas dizendo que nos amam, mas eu acho que elas estão apaixonadas pela ideia de estarem apaixonadas por alguém no palco ou por pessoas que elas vêem nas revistas ou na televisão. Isso não é real - é totalmente falso.

## Videoclipe
O videoclipe, dirigido por Cate Anderson foi lançado em 1999. De acordo com o baterista Ben Gillies, foi "estranho" gravar o clipe, pois a banda não utilizaria os instrumentos, apenas sentaria em uma sala de cinema assistindo a um filme romântico.[carece de fontes?]

## Faixas
Australian CD single (MATTCD091)
1. "Miss You Love"
2. "Wasted"
3. "Fix Me"
4. "Minor Threat"
5. "Ana's Song (Open Fire)" (live video)

European CD single (6677682); Australian cassette (MATTC091)
1. "Miss You Love"
2. "Wasted"
3. "Fix Me"
4. "Minor Threat"

## Desempenho nas paradas musicais
| Gráficos (1999)           | Melhor posição |
| ------------------------- | -------------- |
| Australian Singles Chart  | 17             |
| New Zealand Singles Chart | 43             |